# The Eternal Return
The Eternal Return è il sesto album in studio del gruppo melodic death metal statunitense Darkest Hour, pubblicato nel 2009.

## Tracce
1. Devolution of the Flesh – 2:46
2. Death Worship – 3:10
3. The Tides – 4:19
4. No God – 4:47
5. Bitter – 1:19
6. Blessed Infection – 3:25
7. Transcendence – 4:20
8. A Distorted Utopia – 2:57
9. Black Sun – 3:16
10. Into the Grey – 4:34

## Formazione
- John Henry – voce, piano
- Mike Carrigan – chitarra
- Mike Schleibaum – chitarra
- Paul Burnette – basso
- Ryan Parrish – batteria, piano